# کارولو (شهرستان سوکوووف)
کارولو (به لهستانی:  Karolew) یک روستا در لهستان است که در گمینا سوکوووف پودلاسکی واقع شده‌است.